# Construccions de pedra seca XII (l'Albi)
Les Construccions de pedra seca XII és una obra de l'Albi (Garrigues) inclosa a l'Inventari del Patrimoni Arquitectònic de Catalunya.

## Descripció
Barraca de vinya orientada cap a l'est i de petites dimensions. Està feta de grans carreus de pedra sense desbastar. La porta està centrada degut a les seves dimensions (habitualment s'opta per desplaçar-la cap a un dels laterals). Al seu interior hi ha una menjadora per als animals i un recer que es fa servir com a llar de foc però que no té sortida de fums; hom suposa que quan s'encenia el foc, havien d'estar amb la porta oberta.